# Curtis Institute of Music
Il Curtis Institute of Music è un conservatorio privato di Filadelfia in Pennsylvania, che offre corsi di studio di alto livello (Bachelor of Music) per gli strumenti musicali, la composizione ed il canto.

## Storia
Fu fondato nel 1924 da Mary Louise Curtis Bok, che le diede il nome di suo padre, Cyrus Curtis. Dopo essersi consultata con alcuni amici musicisti, fra cui Josef Hofmann e Leopold Stokowski su come aiutare meritevoli giovani musicisti, Bok acquistò tre palazzetti presso Rittenhouse Square, a pochi isolati dalla Academy of Music, allora sede della Philadelphia Orchestra, e li ristrutturò unendoli in un unico edificio. Ingaggiò eminenti docenti di arti dello spettacolo e nel 1927 fece un lascito di 12 milioni di dollari, equivalente a 175 milioni di dollari del 2020.

## Ammissione
Inizialmente il Curtis funzionò come una scuola per la formazione dei musicisti per la Philadelphia Orchestra, nonostante fossero presenti corsi per compositori, organisti, pianisti, chitarristi e cantanti.
Tutti gli studenti sono ammessi con una borsa di studio completa che copre tutti i costi e gli esami d'ammissione sono particolarmente competitivi. Con l'eccezione dei compositori, organisti, pianisti e chitarristi, il numero degli studenti ammessi è quello necessario a formare un'orchestra sinfonica ed una compagnia d'opera. Di conseguenza, gli studenti iscritti sono fra i 150 ed i 175. È una delle istituzioni didattiche più selettive del mondo, con una percentuale di ammissioni fra il 4 ed il 5 percento dei richiedenti.

## Direttori
- Józef Hofmann (1926-1938)
- Randall Thompson (1938-1940)
- Efrem Zimbalist (1941-1968)
- Rudolf Serkin (1968-1976)
- John de Lancie (1977-1985)
- Gary Graffman (1986-2006)